# الصافح (قارة)

تعديل مصدري - تعديل

الصافح هي إحدى قرى عزلة قارة بمديرية قارة التابعة لمحافظة حجة، بلغ تعداد سكانها 208 نسمة حسب تعداد اليمن لعام 2004.